# Divizia A 1910-11
La Divizia A 1910/11 fue la segunda edición de la división de fútbol Rumana. Se inició en 1910 y terminó en 1911. El torneo estuvo compuesto por tres clubes: Olympia SC Bucureşti, United AC Ploieşti y Colentina AC Bucureşti. Olimpia Bucarest se convirtió en doble campeón y recibió aparte la Herzog Cup o Copa de plata, llamada así porque el trofeo fue donado por el entonces presidente del club Olimpia, Hans Herzog y estaba hecha de plata.

## Clasificación
| Ganadores de la Divizia A 1910-11   |
| ----------------------------------- |
| Olympia SC Bucureşti Segundo título |